# Назарко Олександр Михайлович
Олександр Михайлович Назарко — сержант Збройних Сил України, учасник російсько-української війни, що загинув у ході російського вторгнення в Україну в 2022 році.

## Життєпис
Олександр Назарко народився 2 вересня 1992 року в селі Велика Круча Пирятинського району (з 2020 року — Пирятинської міської територіальної громади) Лубенського району) Полтавської області. Після закінчення загальноосвітньої школи в рідному селі навчався у Березоворудському коледжі. У квітні 2014 році пішов на військову службу, брав участь й бойових діях в АТО на сході України. Після завершення контракту в 2015 році одружився та проживав на малій батьківщині дружини в місті Гребінці на Полтавщині, де отримав житло. З початком повномасштабного російського вторгнення в Україну був мобілізований та перебував на передовій. Загинув 6 травня 2022 року внаслідок уламкового поранення в голову під Сіверськом Бахмутського району на Донеччині під час обстрілу градами. Чин прощання із загиблим відбувся 10 травня 2022 року в місті Гребінка на території Гребінківської міської територіальної громади, де й поховали..

## Родина
З майбутньою дружиною Наталією познайомився під час проходження служби, яка виступала в складі волонтерської художньої самодіяльності. У шлюбі народилися двоє доньок.

## Ушанування пам'яті
Міський голова Гребінки Віталій Колісніченко в листопаді 2022 року під час вручення нагороду рідним загиблого зазначив, що ім'ям Олександра Назарка буде названа одна із вулиць міста Гребінки.

## Нагороди
- Орден «За мужність» III ступеня (2022, посмертно) — за особисту мужність і самовіддані дії, виявлені у захисті державного суверенітету та територіальної цілісності України, вірність військовій присязі[5].